# Brokers Nose
Brokers Nose är ett berg i Australien.   Det ligger i kommunen City of Wollongong och delstaten New South Wales, i den sydöstra delen av landet, 190 km nordost om huvudstaden Canberra. Toppen på Brokers Nose är 440 meter över havet.
Terrängen runt Brokers Nose är varierad. Havet är nära Brokers Nose åt sydost. Trakten är tätbefolkad. Närmaste större samhälle är Wollongong, 6,3 km söder om Brokers Nose. 